# Johann Friedrich August Breithaupt
Johann Friedrich August Breithaupt (Probstzella, 18 maggio 1791 – Freiberg, 22 settembre 1873) è stato un mineralogista tedesco.
Fu abile cristallografo e studioso di mineralogia geometrica e fu docente presso l'Università di estrazione e metallurgia di Freiberg. Da lui prende nome la breithauptite.